# عثمان علي عاتو
عثمان حسن علي عاتو (بالصومالية: Cismaan Xasan Cali Caato) (1940 - 5 أغسطس 2013) رجل أعمال صومالي، وزعيم فصيل عسكري، وسياسي عضو في التحالف الوطني الصومالي.

## الحرب الأهلية الصومالية
كان عثمان عاتو زعيم تجارة القات في أوائل تسعينيات القرن العشرين، وكان حينها الرجل الثاني في قيادة التحالف الوطني الصومالي بعد محمد فارح عيديدقبل أن يدب الخلاف بين الرجلين وتدور حرب طاحنة بين المليشيات التابعة لهما، وذلك في عام 1994.
أُلقي القبض على عثمان عاتو خلال عملية الثعبان القوطي في 21 سبتمبر 1993، في مكان بالقرب من مستشفى دجفير، وكانت قوات الرينجرز الأمريكية قد حاولت قبل ذلك القبض عليه إلا أنهم لم يتمكنوا من ذلك، وذكر ويليام بويكين المسؤول عن العملية خطاب ألقاه في كنيسة في دايتونا في يناير 2002 "كان هناك رجل في مقديشو يُدعى عثمان عاتو... ذهب إلى قناة سي إن إن وسخر منا، وقال: "لن ينالوا مني أبدًا لأن الله سيحميني". وصُورت عملية الاعتقال لاحقًا في فيلم "سقوط الصقر الأسود" الذي صدر عام 2001. وفي مقابلة مع هيئة الإذاعة البريطانية ، أشار عاتو إلى أن العديد من جوانب الفيلم غير صحيحة، كما أبدى اعتراضه على الشخصية التي اختيرت لتمثيله؛ قائلا أنه لا يشبهه وأنه لا يدخن السجائر، ولا يرتدي الأقراط، وهي الحقائق التي أكدها لاحقًا قناص فريق فريق سيل 6 هوارد إي. واسدين في مذكراته عام 2012. وأشار واسدين أيضًا إلى أنه بينما سخرت الشخصية في الفيلم من خاطفيه، بدا عاتو في الواقع قلقًا من أن واسدين ورجاله قد أُرسلوا لقتله بدلاً من القبض عليه. كما ذكر أتو أنه لم يتم التشاور معه بشأن المشروع أو طلب الإذن منه، وأن تسلسل الفيلم الذي يعيد تمثيل اعتقاله يحتوي على العديد من الأخطاء: "أولاً وقبل كل شيء، عندما تم القبض علي في 21 سبتمبر، كنت أسافر بسيارة فيات 124 واحدة فقط، وليس ثلاث مركبات كما يظهر في الفيلم... وعندما هاجمت المروحية، أصيب الناس، وقُتل الناس... السيارة التي كنا نسافر بها، ولدي دليل على أنها تعرضت للصدم ما لا يقل عن 50 مرة. وزميلي أحمد علي أصيب في ساقيه.. أعتقد أنه لم يكن صحيحًا، الطريقة التي صوروا بها الفرد والفعل. لم يكن صحيحا.
في 9 يوليو 1994 تمخض اتفاق سلام من مؤتمر عقد في جوبا السفلى وقعه عاتو ممثلا التحالف الوطني الصومالي (SNA) والجنرال محمد سعيد حرسي مورغن ممثلا الجبهة الوطنية الصومالية (SNF)، ورغم ذلك، فإن خصوم الجنرال مورغن في جوبا السفلى، من عشيرة أبسمي، لم يشاركوا في الاتفاقية ما جعلها ميتة. في أواخر عام 1994، أدى انفجار لغم أرضي استهدف سيارة عاتو إلى كسر قدميه.

## الحرب ضد عيديد
أكدت وزارة الخارجية الأميركية، في تقريرها عن الصومال لعام 2000، أن مقتل الجنرال يوسف تلّان، القائد العسكري السابق في عهد نظام بري، كان يقف وراءه عاتو، إلا أن التقرير لم يقدم تأكيدًا محددًا لهذا الادعاء.
وترددت مزاعم كذلك بأن رجال الميليشيات الموالين لعاتو مسؤولون عن الكمين الذي نصب في 14 يوليو 2001 لقافلة إغاثة تابعة لبرنامج الغذاء العالمي بالقرب من العاصمة الصومالية مقديشو، والذي أسفر عن مقتل ستة أشخاص.
في عام 2004، وصف رئيس لجنة مجلس الأمن عاتو بأنه يجسد "التفاعل بين النهب واستغلال موارد الصومال وبنيتها الأساسية وتمويل الحرب".

## الحكومة الفيدرالية الانتقالية
في 30 مايو 2006 اختطفت عساكر اتحاد المحاكم الإسلامية عثمان عاتو في نقطة تفتيش خلال توجهه بسيارته إلى مقديشو، وأفرجت عنه المحاكم الإسلامية في وقت لاحق.

## وفاته
في 5 أغسطس 2013، توفي عاتو في مقر إقامته في مقديشو.

## روابط خارجية
- "في الصومال، الحرباء تزدهر" بقلم دوناتيلا لورش، نيويورك تايمز ، الاثنين 31 يوليو 1995]
- "رسالة من مقديشو، عالم من الغبار" بقلم ويليام فينيجان، مجلة النيويوركر ، 20 مارس 1995. (مقابلة مع أتو تبدأ الفقرة السادسة من الأسفل)
- http://www.africa.upenn.edu/Newsletters/HB7895_SOM.html
- أمير حرب يهدد قوات السلام في الصومال
- https://web.archive.org/web/20061118055427/http://www.netnomad.com/atobio.html
- الصوماليون يحاولون تجنب المواجهة http://transcripts.cnn.com/TRANSCRIPTS/0201/17/se.06.html نص المقابلة التي أجراها سي أمانبور مع أتو على شبكة سي إن إن، والتي تم بثها في 17 يناير 2002 الساعة 20.00 بالتوقيت الشرقي
- تحليل إخباري من هيئة الإذاعة البريطانية: أصحاب النفوذ في الصومال، 8 يناير/كانون الثاني 2002، يتضمن صورة لأتو.
- أرض البنادق ، مقابلة مع أتو بواسطة كيفن سايتس، ياهو نيوز، 29 سبتمبر 2005
- نسخة محفوظة 4 مارس 2016 على موقع واي باك مشين.